# ホンダ・グローバルコンパクトプラットフォーム
グローバルコンパクトプラットフォーム(Global compact platform)とはホンダのコンパクトクラスのセダン・ミニバン・クロスオーバーSUV車用のプラットフォームである。

## 概要
フロントサブフレームの改良、エンジンと吸気系、補器類などをモジュール化との組合せや、サスペンションやステアリング機構に新しいレイアウトにより、ショートノーズでの衝突安全性能を向上させた。
フロアフレームの改良と排気系部品の配置を変更することにより、フロアの低床化やセンタートンネルの無いフラット化などを行ない、居住スペースを向上させた。

## 採用車種
- シビック（7代目）
- シビックフェリオ（3代目）
- ストリーム（初代）
- インテグラ（3代目）/ RSX
- ステップワゴン（2代目、3代目[要検証 – ノート]）
- CR-V（2代目）
- エディックス
- エレメント